# Dam (Antwerpen)

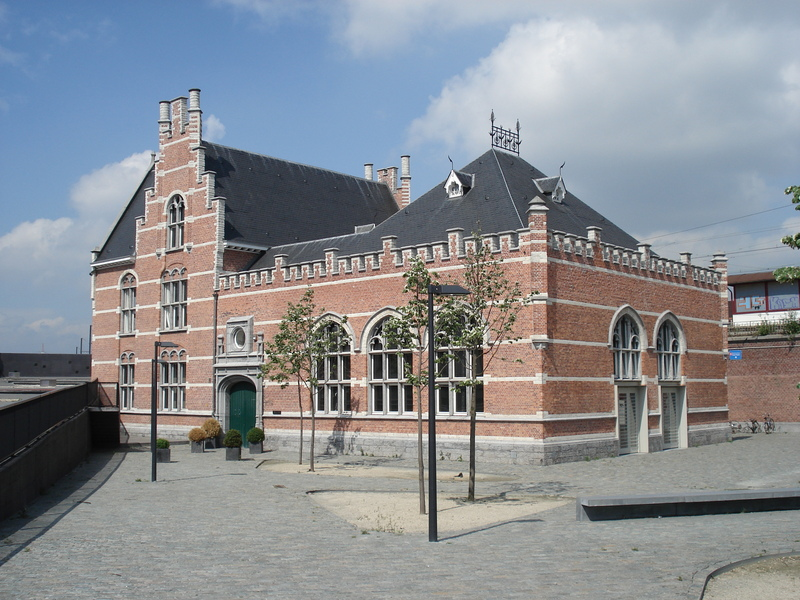
Voormalig station Antwerpen-Dam, momenteel La gare 27

Dam is een wijk in het district Antwerpen, in het noorden van de Belgische stad Antwerpen. Vroeger werd de wijk vooral bewoond door havenarbeiders, maar momenteel  na 2008 is zij een van de multicultureelste wijken van de stad, met zo'n 40% burgers afkomstig van buiten de Europese Gemeenschap. In september wordt er een buurtfeest georganiseerd dat zijn oorsprong vindt in de volkse St-Jobkermis.
De naam is afkomstig van de oude dam die vanuit het centrum van Antwerpen naar het verdwenen gehucht Dambrugge liep, waar thans het Damplein ligt. De wijk ontstond toen in 1811 ten noorden van de Spaanse wallen werken gestart werden met grond van de nieuw uitgegraven dokken om het overstromingsgebied van de Schijn op te hogen. Hierop kwam de wijk tot ontwikkeling.

## Ligging
De wijk wordt in het noorden begrensd door de industriezone aan het Albertkanaal, in het westen door het Asiadok, in het zuiden door het Park Spoor Noord en in het oosten door het Lobroekdok. De wijk wordt in twee gesneden door spoorlijn 12 die van Antwerpen naar Roosendaal loopt, en in de wijk het station Station Antwerpen-Dam heeft. Deze spoorlijn zorgt voor een scherpe fysieke opsplitsing van de wijk.
De eigenlijke Damwijk (Dam West) ligt ten westen van de lijn. Het deel tussen de spoorlijn en het Lobroekdok (Dam Oost) wordt in de volksmond vaak de Slachthuiswijk genoemd, naar de vele slachthuizen die zich hier in het verleden vestigden nadat ze om hygiënische redenen uit het centrum waren verbannen. Momenteel  tot 2020 tracht de stad de laatste slachthuizen te herlokaliseren op het Kiel om de wijk volledig te transformeren in een woonbuurt.
De spoorweg in het zuiden (inclusief het verdwenen stuk waar sinds 2008 Park Spoor Noord ligt) zorgde voor een sterke fysieke afscheiding van de hele Damwijk (inclusief de Slachthuiswijk) met de aanpalende wijk Seefhoek. Historisch lag de Damwijk hierdoor erg geïsoleerd, en de nabije dokken zorgden ervoor dat de nadruk lag op industrie, zodat de wijk op woonvlak vanaf het begin vooral de minder gegoeden heeft aangetrokken.
Een stadsplan van Antwerpen kan je in vier grote delen opdelen: Linkeroever, de historische kernstad, een dichte 19e-eeuwse gordel en de 20e-eeuwse voorstad. De 19e-eeuwse gordel kan je dan weer opdelen in verschillende wijken. Enkele daarvan zijn Stuivenberg, Oud-Borgerhout, Oud-Berchem, Zurenborg, het Zuid en ook Dam. De wijk Dam ligt ingesloten tussen viaducten, waterwegen, sporen en een knooppunt. Ze wordt omringd door een grootschalige en gevarieerde transportinfrastructuur. Deze buurt deelt men ook op in vier delen: Dam-Achteruit, Dam-vooruit, Lobroek en Slachterij-Schijnpoort.

## Geschiedenis
Het gebied van Dam-vooruit is de basis van het middeleeuwse gehucht Dambrugge. In de 16e eeuw werd hier de Sint-Jobskapel (aan de Bredastraat naast de latere Joossensgang) gebouwd, als opvangcentrum voor leprozen. Dam-Achteruit is ontstaan door het aanleggen van de IJzerlaan, waardoor het vroegere Dambrugge in twee werd gesplitst. Je vindt er mooie gerenoveerde pakhuizen en enkele bewoonde straten. Aan het deel Lobroek werd in het verleden het oude Noordschippersdok gegraven, de omringende straten kregen allemaal een riviernaam. Verder werden de parochiekerk St-Lambertus en sociale woningbouw hier ingeplant. De slachterijbuurt annex Schijnpoort ligt een beetje afgelegen van de andere buurten, maar hoort wel bij Dam. In deze buurt liet de rijke burgerij huizen bouwen ontworpen door onder andere meester Jacques De Weerdt.
In de periode 1860-1910 werd de 19e-eeuwse gordel, het centrale gedeelte dat een onbebouwde zone was, sterk ontwikkeld. Plannen van de toenmalige burgerij voor onder andere scholen, ziekenhuizen, fabrieken, magazijnen, stations, parken, pleinen, dokken, een slachthuis, enz. werden gemaakt en uitgevoerd. Daarnaast werd er ruimte ingevuld als woongebied voor de meer gegoede burgers en arbeiders die werk zochten in de haven en industrie. Bij het bebouwen van de gronden voorzien voor arbeiderswoningen kwam rendement echter op de eerste plaats, ten koste van het wooncomfort en de hygiëne.
Het station Antwerpen-Dam werd in 1892 gebouwd en in 1907 verplaatst. Foto’s van deze onderneming kan men vinden op de wanden van de spoorwegbrug aan het station. In 1996 werd het station erkend als beschermd monument, na acties van buurtbewoners.
De opening die gecreëerd werd door de aanleg van het Park Spoor Noord zou de wijk beter moeten doen aansluiten aan de stad. Om de Slachthuiswijk aan te sluiten werd een voetgangerstunnel gegraven van de Demerstraat tot het park.